# Kolozsi Jenő

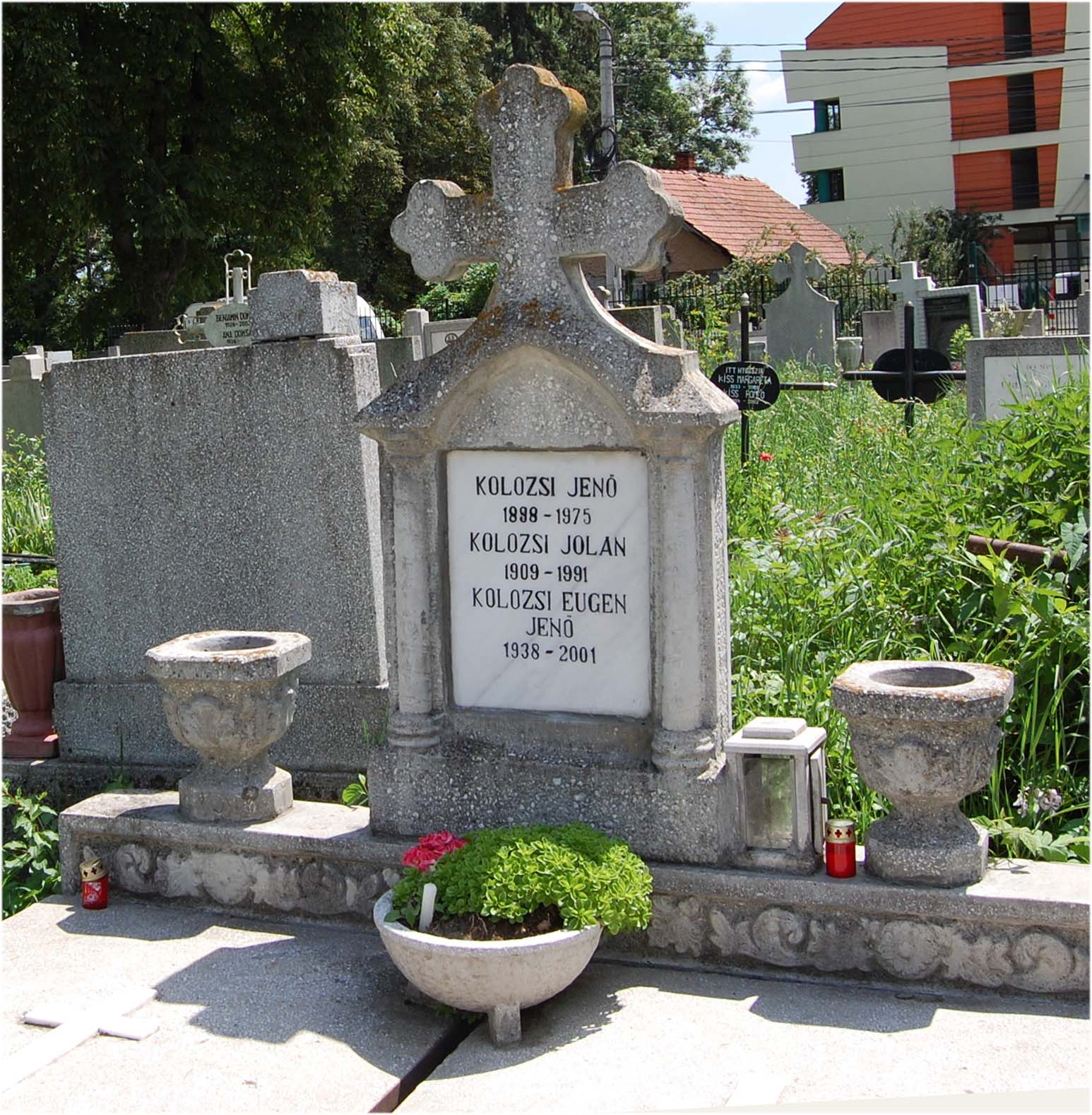
Sírja a Házsongárdi temető déli szélén, a Sólyom utcai bejárattól balra

Kolozsi Jenő (Kolozsvár, 1938. november 25. – Kolozsvár, 2001. november 25.) erdélyi magyar matematikus, egyetemi tanár.

## Életpályája
A kolozsvári Brassai Sámuel Líceumban érettségizett 1954-ben. 1962-ben elvégezte a matematika szakot a kolozsvári  Babeș–Bolyai Tudományegyetemen, ahol a közgazdasági karon dolgozott haláláig, 1962–1968 között gyakornok, 1968–1970 között tanársegéd, 1970–1990 között adjunktus, 1990–2000 között docens, majd 2000-től egyetemi tanár.  1981-ben doktorált  differenciálegyenletekből.

## Munkássága
Kutatási területei: differenciálegyenletek,  statisztika, gazdasági matematika. Kolozsi Eugen, illetve Kolozsi Eugen Ioan néven publikált.

### Könyvei
- Organizarea şi planificarea unităţilor industriale, Bukarest, 1977 (társszerző)
- Kolozsi Eugen Ioan: Statistică,  Presa Universitară Clujeană, 1999. 220 p.  ISBN 973-595-076-6.
- Kolozsi Eugen, Chifu-Oros Ioan Cristian: Matematică. Fascicula I. Complemente la analiza matematică, Presa Universitară Clujeană, Cluj-Napoca, 2000.
- Kolozsi Eugen, Chifu-Oros Ioan Cristian:  Matematică. Fascicula II. Elemente de programare matematică, Editura EFES, Cluj-Napoca, 2001.
- Kolozsi Eugen, Chifu-Oros Ioan Cristian:  Matematică. Fascicula III. Teoria probabilităţilor şi elemente de statistică matematică, Editura EFES, Cluj-Napoca, 2001.
- Kolozsi Eugen Ioan, Chifu Ioan Cristian;  Matematică,  Presa Universitară Clujeană, 2000, Universitatea Babeş–Bolyai Cluj-Napoca, Centrul de Formare Continuă şi Învăţământ la Distanţă,  Specializarea: A.M./M.A.I.H.

### Cikkei (válogatás)
- Kolozsi, E: Nonlinear functional equations in Banach spaces, Studia Univ. Babeş–Bolyai Ser. Math.-Mech. 15 1970 fasc. 2, 17–25.
- Kolozsi, E: On differential equations of variational type (románul), Studia Univ. Babeş–Bolyai Ser. Math.-Phys, 14 1969 no. 2, 19–24.
- Kolozsi, E: A geometric characterization of weakly increasing polynomial weight functions (románul), Studia Univ. Babeş–Bolyai Ser. Math.-Phys. 13 1968 no. 1, 15–18.